# Francheville (Eure)
Pour les articles homonymes, voir Francheville.
Francheville est une ancienne commune française située dans le département de l'Eure en région Normandie.

## Géographie

### Localisation
| Les Baux-de-Breteuil (par un angle) | Bémécourt    | La Guéroulde                                                |
| Chéronvilliers, Bourth              | Francheville | Cintray                                                     |
|                                     | Mandres      | Verneuil d'Avre et d'Iton (comm. dél. de Verneuil-sur-Avre) |

## Toponymie
Le nom de la localité est attesté sous la forme Franchevilla (1er pouillé d’Évreux) au XVIe siècle, Franca Villa en 1613 (Grisel, Fasti Rothomagenses), Francheville-sur-Iton en 1828 (Louis Du Bois).
« Village jouissant de franchises ».

## Histoire

### Peuplement d'origine
Les Aulerques, tribu celtique, suivirent la route qui emprunte les zones de bonnes terres à travers la Belgique, la Picardie, jusqu'à la Beauce et la Brie. Dans leur marche vers le Sud-Ouest, ils s'engagèrent donc dans la grande voie naturelle du nord aux Pyrénées, par Amiens et Rouen, en empruntant les plateaux de l'Eure. C'est en suivant ce parcours que les Aulerques rencontrèrent le Massif percheron. Cet accident du sol constitua pour eux une forteresse naturelle où ils s'arrêtèrent.
Après s'être fortement établis sur le Massif percheron, couvert de forêts et recelant les sources divines de nombreux cours d'eau, ils rayonnèrent dans les plaines environnantes en suivant le cours des rivières, en particulier de l'Eure, ou mieux celui de son affluent l'Iton. 
Les Celtes de la région d'Evreux sont connus sous le noms d'Aulerques Eburovices.

### L'ère gallo-romaine
Lorsque la Gaule eut été conquise et réduite en province romaine, César ne bouleversa pas la répartition et le caractère ethnique des peuplades gauloises. Chaque nation constitua une républica. C'est-à-dire que le territoire habité par les Aulerques Eburovices, composé de la campagne du Neubourg, de la plaine de Saint-André, de l'île de Grâce et d'Ouche, forma une civitas qui garda pour chef-lieu Mediolanum Aulercum, l'actuelle Évreux.
L'aristocratie des Aulerques adopta progressivement les modes de vie et de pensée des Romains, au point d'en oublier la langue celtique. Sa romanisation lui permit d'acquérir de hautes fonctions dans l'administration romaine et de suppléer ainsi l'autorité des vainqueurs, de limiter l'apport de notables et de colons étrangers.

### Saxons, Francs, Scandinaves et Vikings
Bien que pas mal d'imprécision subsiste à leur sujet, leur présence est attestée. Cependant, on ne trouve, dans les documents anciens, aucune trace d'une implantation importante de leur part en pays d'Ouche.

### Rollon, duc de Normandie
La Normandie est née en 911 de la concession faite par le roi Charles le Simple au Viking Rollon de terres situées sur l'embouchure de la Seine, avec la ville de Rouen comme capitale.
Entre 911 et 933, Rollon et son fils Guillaume Longue Epée ont étendu leur pouvoir sur l'ensemble des pays de l'ancienne province ecclésiastique de Rouen, constituant dans ses frontières presque définitives une des plus puissantes principautés du royaume de France, largement ouverte encore sur le monde nordique.
Entre 923 et 936, grâce à un changement d'alliance en faveur du roi Raoul, ils obtiennent un agrandissement de leur territoire. Ils reçoivent alors, entre Seine et Eure, de ce fait le pays d'Avre et d'Iton qui vient accroître le duché de Normandie.
Le 1er janvier 2017, Verneuil-sur-Avre et Francheville fusionnent pour former la commune nouvelle de Verneuil d'Avre et d'Iton.

## Politique et administration
| Période                                  | Période    | Identité  | Étiquette | Qualité |
| ---------------------------------------- | ---------- | --------- | --------- | ------- |
| Les données manquantes sont à compléter. |            |           |           |         |
| mars 2001                                | 31/12/2016 | José Haas | PS        |         |

### Politique de développement durable
En 2017, la commune a été labellisée « 3 fleurs » par le Conseil national de villes et villages fleuris de France.

## Démographie
L'évolution du nombre d'habitants est connue à travers les recensements de la population effectués dans la commune depuis 1793. À partir du 1er janvier 2009, les populations légales des communes sont publiées annuellement dans le cadre d'un recensement qui repose désormais sur une collecte d'information annuelle, concernant successivement tous les territoires communaux au cours d'une période de cinq ans. 
Pour les communes de moins de 10 000 habitants, une enquête de recensement portant sur toute la population est réalisée tous les cinq ans, les populations légales des années intermédiaires étant quant à elles estimées par interpolation ou extrapolation. Pour la commune, le premier recensement exhaustif entrant dans le cadre du nouveau dispositif a été réalisé en 2004,.
En 2014, la commune comptait 1 276 habitants, en évolution de +3,91 % par rapport à 2009 (Eure : +2,66 %, France hors Mayotte : +2,49 %).
| 1793  | 1800  | 1806  | 1821  | 1831  | 1836  | 1841  | 1846  | 1851  |
| ----- | ----- | ----- | ----- | ----- | ----- | ----- | ----- | ----- |
| 1 494 | 1 570 | 1 679 | 1 659 | 1 693 | 1 832 | 1 788 | 1 789 | 1 734 |

| 1856  | 1861  | 1866  | 1872  | 1876  | 1881  | 1886  | 1891  | 1896  |
| ----- | ----- | ----- | ----- | ----- | ----- | ----- | ----- | ----- |
| 1 766 | 1 694 | 1 708 | 1 695 | 1 631 | 1 685 | 1 610 | 1 531 | 1 439 |

| 1901  | 1906  | 1911  | 1921  | 1926  | 1931  | 1936  | 1946  | 1954  |
| ----- | ----- | ----- | ----- | ----- | ----- | ----- | ----- | ----- |
| 1 343 | 1 349 | 1 378 | 1 180 | 1 173 | 1 089 | 1 038 | 1 052 | 1 023 |

| 1962 | 1968 | 1975 | 1982 | 1990 | 1999  | 2004  | 2009  | 2014  |
| ---- | ---- | ---- | ---- | ---- | ----- | ----- | ----- | ----- |
| 984  | 868  | 826  | 836  | 947  | 1 151 | 1 223 | 1 228 | 1 276 |

## Culture locale et patrimoine

### Lieux et monuments
- Musée de la ferronnerie ;
- Église Saint-Martin ;
- Chapelle Malicorne ;
- Château d'eau du Pont-Thibout décoré d'une fresque.
- Château du Tremblay

## Personnalités liées à la commune
- Agénor Chapuy, sculpteur né à Francheville en 1838, père du peintre André Chapuy.
- Louis Modeste Leroy (1855-1934) : avant son élection à la chambre des Députés, il a été conseiller municipal puis président du conseil général de l'Eure (élu dans le canton de Conches-en-Ouche).